# Bonança (álbum)
Bonança é o segundo álbum de estúdio da banda de rock cristão Os Cantores de Cristo, lançado em 1975 pela gravadora Favoritos Evangélicos.
A obra é considerada revolucionária e à frente do seu tempo por ter sido um dos primeiros álbuns a utilizar elementos concisos do rock na música cristã brasileira.
Em 2015, foi considerado, por vários historiadores, músicos e jornalistas, como o 71º maior álbum da música cristã brasileira, em uma publicação.

## Faixas

### Lado A
1. "Bonança"
2. "O Mundo está por um Fio"
3. "Ser Feliz"
4. "Achei"
5. "Existe um Deus"
6. "Quem Pode Negar-te?"

### Lado B
1. "Vida Linda"
2. "O Caminho"
3. "Eli"
4. "Nova Terra"
5. "Cristo é Por Mim"
6. "Tempo é Vida"